# コルバス・ハンガリー

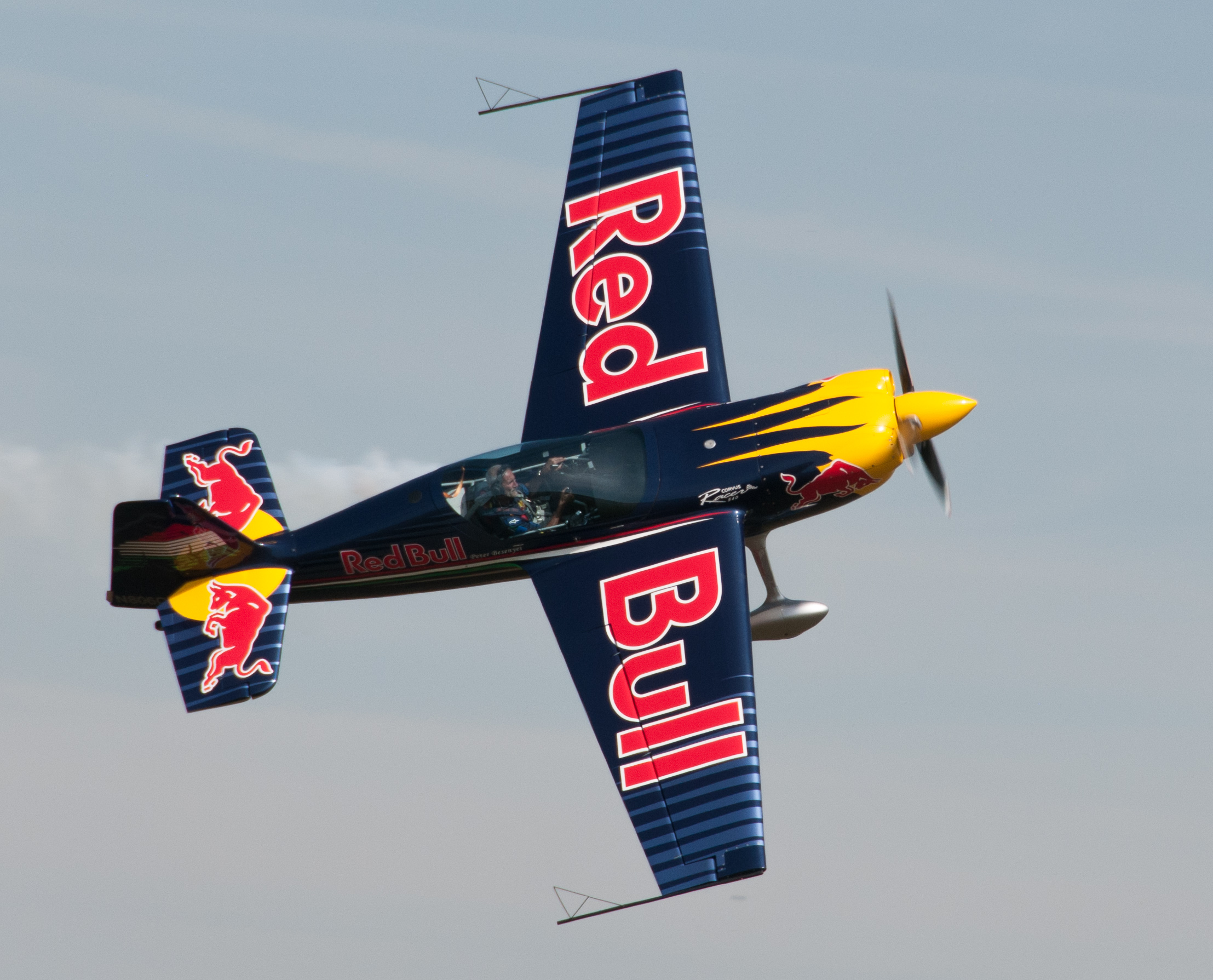
コルバス・レーサー540

コルバス・ハンガリーは2011年に設立された航空機メーカー。主に軽飛行機を製造している。
前進となるCorvus Aircraftは2004年に社員5人でスタート、2007年にコルバス・フュージョンを製造するために現在の組織となった。
製品の一つであるコルバス・レーサー540は、ハンガリーの曲技飛行パイロットであるベシェニェイ・ペーテルがレッドブル・エアレース・ワールドシリーズで使用するために製作された。

## 製品
- コルバス・フュージョン - スポーツ機
- コルバス・ファントム - スポーツ機
- コルバス・レーサー540 - 曲技・エアレース機

## リンク
- Corvus Aircraft